# Conventionstaler

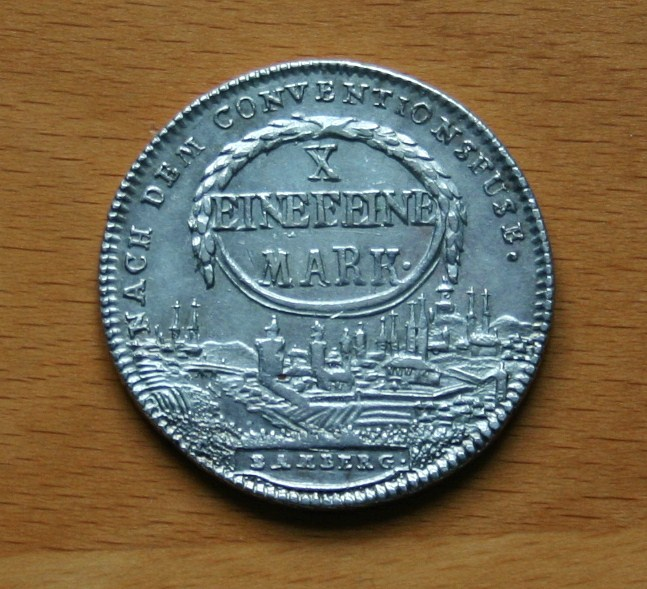
Conventionstaler emis la Bamberg, în 1800, cu mențiunea, pe avers, X EINE FEINE MARK

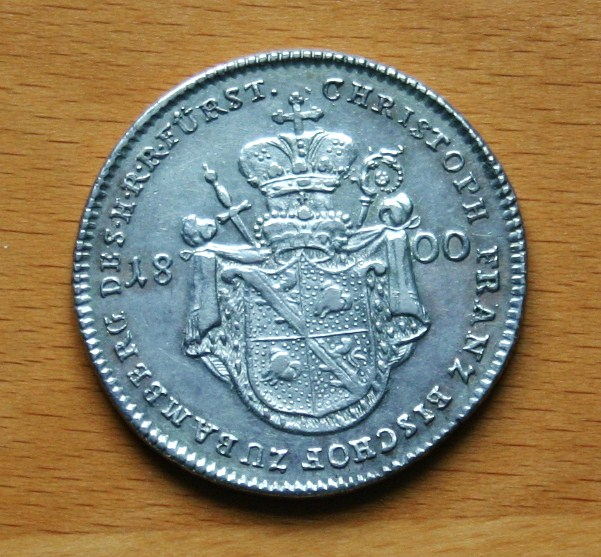
Conventionstaler emis în 1800, cu blazonul lui Christoph Franz von Buseck, prinț-episcop de Bamberg (revers).

Conventionstaler (sau Konventionstaler, uneori Conventionsthaler) este o unitate monetară internațională care a luat forma unei piese de argint și care a circulat începând din 1754 în numeroase state ale Sfântului Imperiu Roman în secolul al XVIII-lea și până la mijlocul secolului al XIX-lea.
Pentru a încerca unificarea diferiților taleri aflați în circulație, un tratat monetar (denumit Konventionsfuß) a fost semnat între statele suverane, îndeosebi între Bavaria și Austria, la 20 septembrie 1753. O nouă monedă a fost introdusă în 1754, care era echivalentă 1/10 dintr-o marcă de Köln adică 23,385 g de argint. Este urmașa Kronentaler-ului și mai ales a Reichstaler-ului instituit la Leipzig în 1566 și care valora 1/9 dintr-o marcă, ceea ce echivala cu o devalorizare.
Din această cauză, Conventionstaler-ul poartă pe una din fețe mențiunea X EINE FEINE MARK sau abrevierea XEF MARK. Instituită la sfârșitul secolului al XV-lea, marca de Köln cântărea 233,856 g adică, după vechiul sistem de greutăți în uz în întreaga Europă de Nord în Evul Mediu, o jumătate de livră (Pfund).
Austria a avut încă din 1748 idea să adopte un echivalent viitorului Conventionstaler și aceasta, din rațiuni comerciale și financiare: a succedat oficial monedei Reichsthaler (sau rijksdaalder, moneda  Sfântului Imperiu) la 7 noiembrie 1750 când echivala cu 32 Groschen în timp ce un rijksdaalder valora 24.
La început a echivalat cu doi florini, însă în micile state din sud, valora doi florini și doisprezece creițari: în 1760, rata a scăzut la 2 florini. Încetul cu încetul, s-a răspândit în sudul Germaniei actuale și în Saxonia.
În 1838, Germania l-a înlocuit cu talerul prusac (echivalent cu 1/14 dintr-o marcă de Köln) în urma unui nou tratat de uniune monetară din 1837, pe de altă parte Imperiul Austriac l-a emis până în 1857, puțin înainte de adoptarea Vereinsthaler-ului, apoi a florinului austro-ungar.